# Perioculodes acuticoxa
Perioculodes acuticoxa is een vlokreeftensoort uit de familie van de Oedicerotidae. De wetenschappelijke naam van de soort is voor het eerst geldig gepubliceerd in 1973 door Ledoyer.